# Endla (Jõgeva)
Pour les articles homonymes, voir Endla.
Endla est un village de la commune de Jõgeva du comté de Jõgeva en Estonie.
Au 31 décembre 2011, il compte 39 habitants.